# Guzmania lemeana
Guzmania lemeana är en gräsväxtart som beskrevs av José Manuel Manzanares. Guzmania lemeana ingår i släktet Guzmania och familjen Bromeliaceae. Inga underarter finns listade i Catalogue of Life.